# Лепинас
Лепина́с (фр. Lespinasse, окс. L'Espinassa) — коммуна во Франции, находится в регионе Юг — Пиренеи. Департамент — Верхняя Гаронна. Входит в состав кантона Фронтон. Округ коммуны — Тулуза.
Код INSEE коммуны — 31293.

## География
Коммуна расположена приблизительно в 580 км к югу от Парижа, в 13 км к северу от Тулузы.
По территории коммуны проходит обводной канал Гаронна.

## Климат
Климат умеренно-океанический. Зима мягкая и снежная, весна характеризуется сильными дождями и грозами, лето сухое и жаркое, осень солнечная. Преобладают сильные юго-восточные и северо-западные ветры.

## Население
Население коммуны на 2010 год составляло 2526 человек.
| 1962 | 1968 | 1975 | 1982 | 1990 | 1999 | 2010 |
| ---- | ---- | ---- | ---- | ---- | ---- | ---- |
| 398  | 557  | 866  | 1002 | 1413 | 1863 | 2526 |

## Администрация
| Период | Период | Фамилия        | Партия       | Примечания |
| ------ | ------ | -------------- | ------------ | ---------- |
| 2001   | 2008   | Кристиан Брекс |              |            |
| 2008   | 2020   | Бернар Санс    | Разные левые |            |

## Экономика
В 2010 году среди 1794 человек трудоспособного возраста (15—64 лет) 1463 были экономически активными, 331 — неактивными (показатель активности — 81,5 %, в 1999 году было 75,3 %). Из 1463 активных жителей работали 1361 человек (735 мужчин и 626 женщин), безработных было 102 (45 мужчин и 57 женщин). Среди 331 неактивных 133 человека были учениками или студентами, 104 — пенсионерами, 94 были неактивными по другим причинам.

## Достопримечательности
- Церковь Св. Иоанна Крестителя

## Фотогалерея

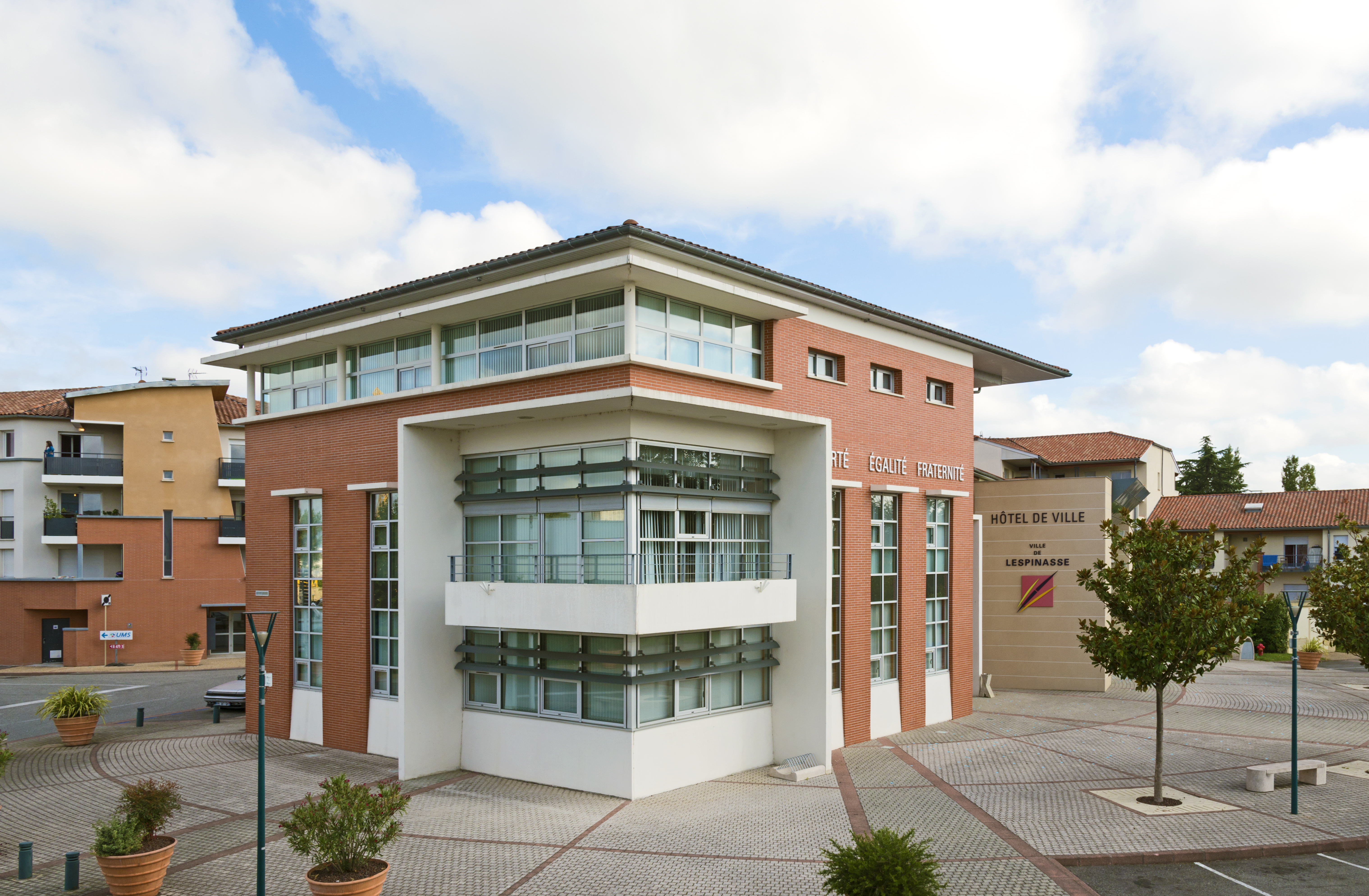
Мэрия
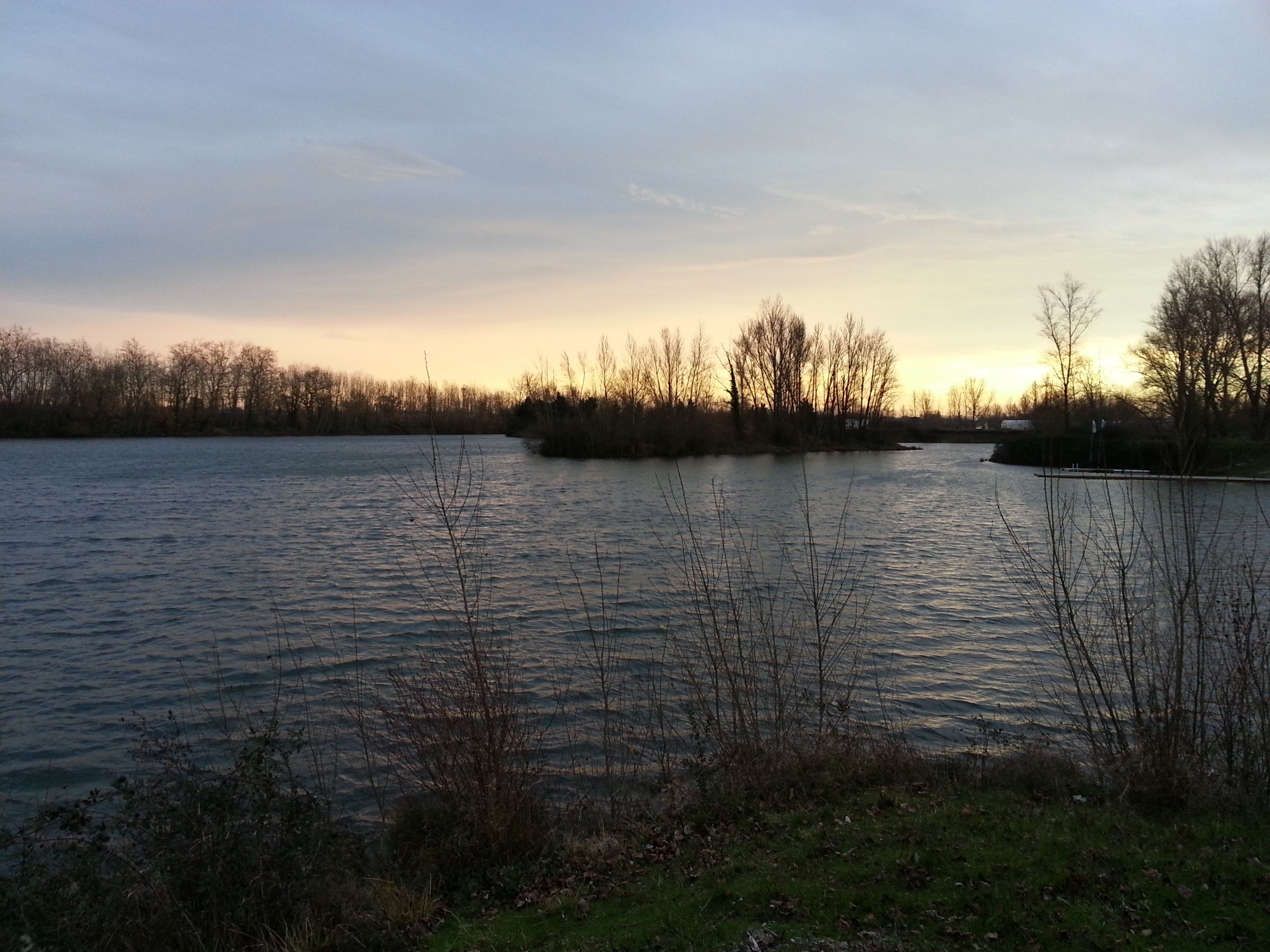
Озеро
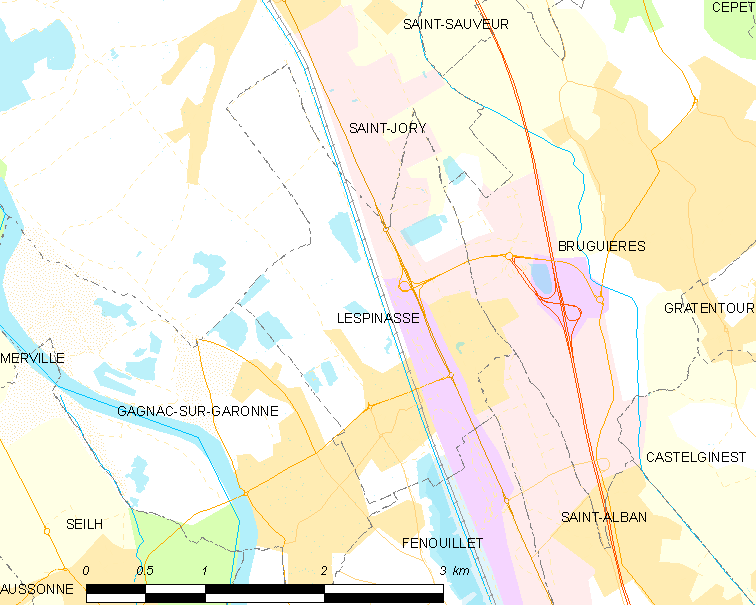
Карта коммуны